# Filme de ficção científica
A ficção científica cinematográfica é um gênero de filme que utiliza a ficção científica e a ficção especulativa com base científica de fenômenos que não são totalmente aceitos pela ciência moderna, como formas de vida extraterrestre, outros planetas, percepção extra-sensorial e viagem no tempo, juntamente com elementos futuristas tais como naves espaciais, robôs, ciborgues, rebelião das máquinas, viagens interestelares ou outras tecnologias. Filmes de ficção científica têm sido muitas vezes usados para se concentrar em questões políticas ou sociais, e para explorar questões filosóficas como a condição humana.
Autores de livros que causaram a curiosidade e a imaginação do mundo sobre temas dessa natureza, como H. G. Wells ou Júlio Verne, chamaram também a atenção de artistas de outras mídias. Orson Welles, como radialista, aterrorizou toda a população de Nova York, interpretando no rádio a história do livro Guerra dos Mundos de H. G. Wells, onde grande parte da população acreditou estar mesmo sendo invadida pelos marcianos. Alguns livros desses autores foram interpretados no cinema em preto e branco, como: Viagem ao Centro da Terra, Da Terra à Lua, A Máquina do Tempo, O Homem Invisível, Vinte Mil Léguas Submarinas, A Ilha do Dr. Moreau. etc. Outros são histórias feitas para o cinema, como o clássico King Kong, embora nesse caso haja uma classificação alternativa como gênero do cinema fantástico, já que a história contada não é inspirada propriamente em especulação científica.
Um tema bastante explorado na ficção científica é a da vida inteligente em Marte. Os "marcianos" foram mostrados em diversos filmes estadunidenses nos anos 1930 e 1940, aludindo a um medo de invasão espacial, surgido desde que foram observados pelo telescópio os famosos canais de Marte.
Nos dias atuais os filmes do gênero estão entre os que alcançam maior índice de bilheteira, confirmando a fascinação das pessoas sobre o que está por vir, ou ainda sobre o que é pura fantasia: E.T. - O Extraterrestre, Star Wars, O Exterminador do Futuro, De Volta Para o Futuro ou episódios de Star Trek são alguns dos títulos mais conhecidos.
O conhecimento científico avançado mostra uma fronteira cada vez mais larga sobre o que podemos construir em matéria de ficção científica, deixando uma gama ilimitada de temas que filmes poderão explorar. E como se colocam sempre entre os mais rentáveis, é de se esperar que vejamos cada vez mais a ficção científica na televisão e no cinema.
É interessante observar os temas dos filmes mais populares de ficção, que em geral mostram os anseios e os receios de determinada geração em função de novas tecnologias ou descobertas científicas. A seguir, uma lista desses filmes:

## História

### Século XX

#### Pré-anos 1900-1930

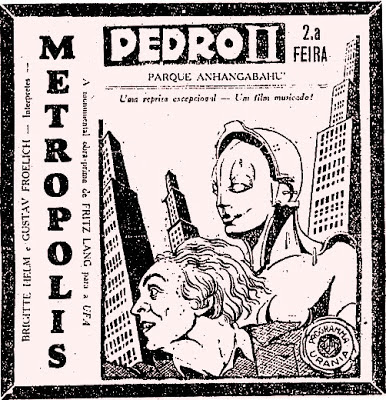
Anúncio da uma reprise de Metrópolis no Cine Pedro II, no Parque do Anhangabaú (São Paulo, Brasil, 18 de julho de 1930).

- Viagem a lua (1902), inspirados nos livros De la Terre à la Lune, de Julio Verne,[1] e The First Men in the Moon, de H. G. Wells. imaginou o que poderia nos aguardar na chegada à Lua.[2]
- Metrópolis (1927), mostrou o medo da escravidão humana imposta pelas elites por intermédio das linhas de produção e o trabalho mecanizado.
- Things to Come (1936), aborda a guerra, totalitarismo e viagem espacial.

#### Anos 1950

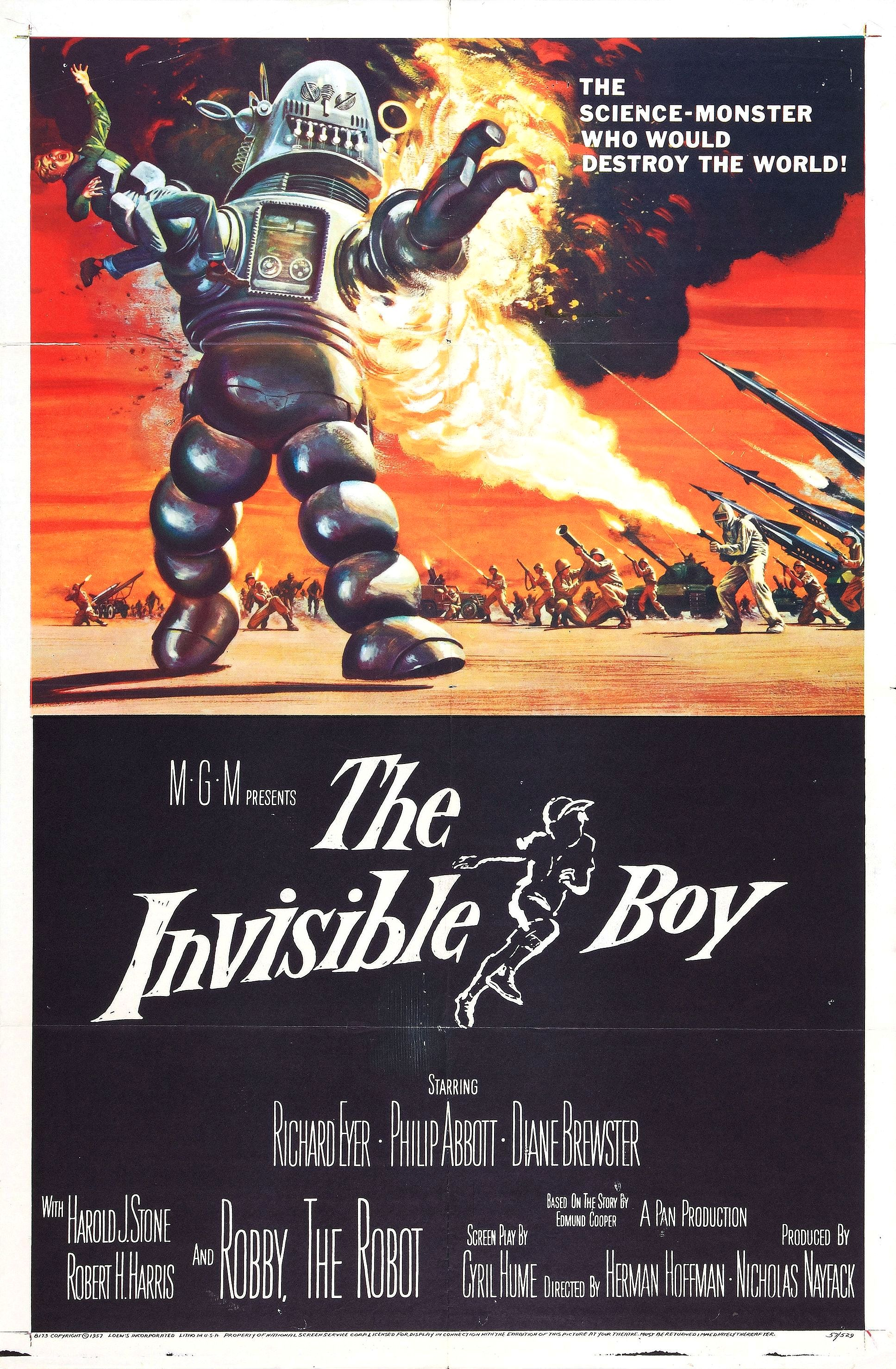
Robby, o Robô, cujo comportamento benevolente é regido pelas Três Leis da Robótica, no cartaz de The Invisible Boy (1957).

- Destination Moon (1950), sobre a tecnologia de foguetes e os primórdios da corrida espacial.
- O Dia em que a Terra Parou (1951), outra metáfora sobre os perigos da Guerra Fria.
- The War of the Worlds (1953), Imperialismo, Colonialismo e Darwinismo social. Baseado no livro de H. G. Wells.
- Os Invasores de Marte (1953), O medo dos comunistas e da Bomba atômica.
- Invasion of the Body Snatchers (br: Vampiro de Almas) (1956), o medo da infiltração comunista na sociedade.
- 20.000 Léguas Submarinas (1954), por Richard Fleischer, baseado no livro homônimo de Júlio Verne.
- O Planeta Proibido (1956), a exploração espacial e os avanços da robótica e da cibernética.

#### Anos 1960

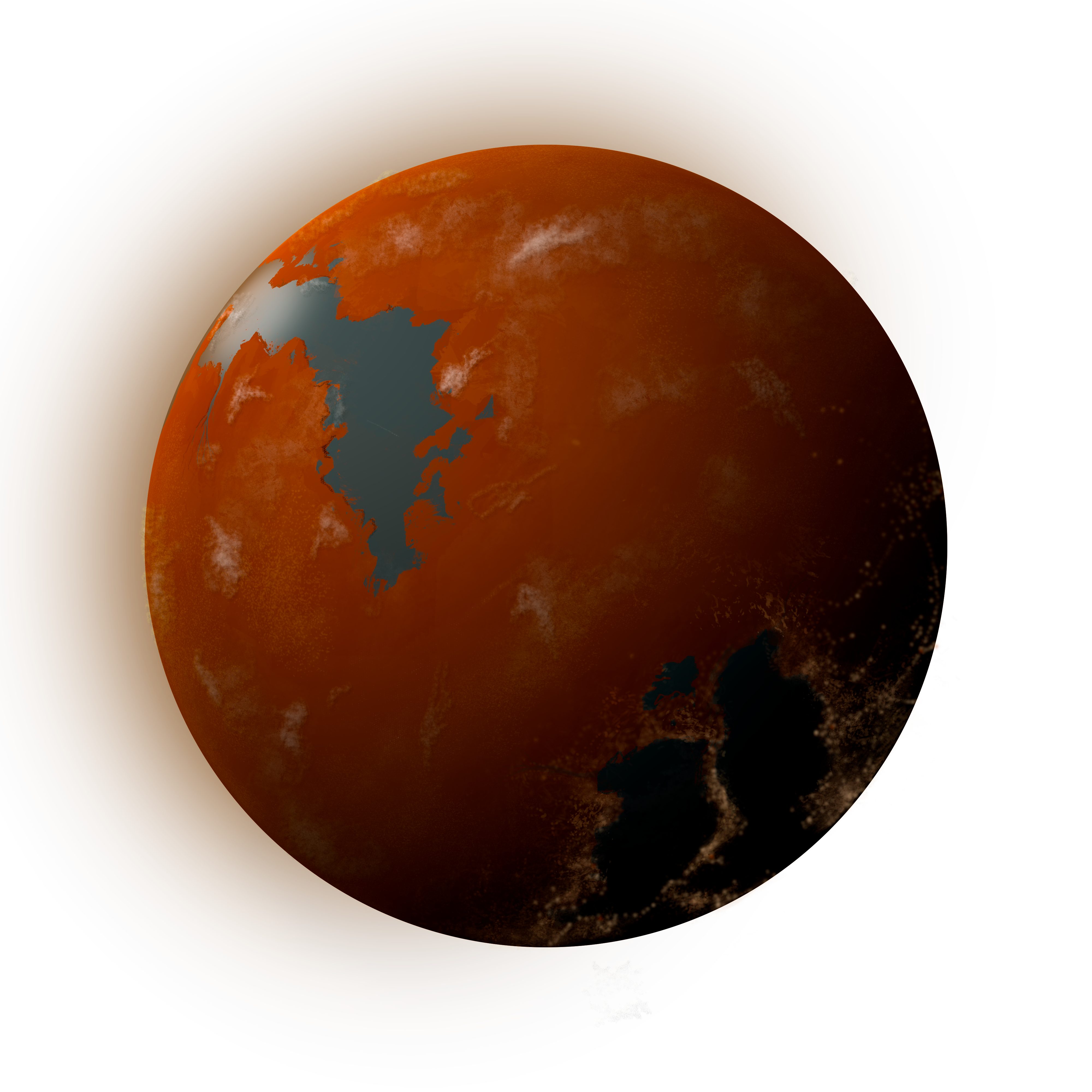
Planeta Vulcano, lar dos vulcanos de Star Trek retratado numa fanart.

- The Time Machine (1960), de George Pal e baseado no livro homônimo de H. G. Wells, que relata a história de um homem inglês que constrói uma máquina do tempo, e a utiliza para viajar ao futuro.
- Dr. Fantástico (1964), de Stanley Kubrick: as consequências da Guerra Fria.
- O Último Homem na Terra (1964), de Ubaldo Ragona.
- Viagem Fantástica (1966), uma cirurgia especial e os avanços da medicina.
- Alphaville (1966).
- Fahrenheit 451 (1966), de François Truffaut. Baseado no livro homônimo de Ray Bradbury, conta a história de um bombeiro que, em vez de apagar fogos, ele queima livros. Há uma analogia tanto à queima de livros dos Nazistas quanto aos Estados Unidos dos anos 1950, que vivia em plena Guerra Fria e que estava prestes a entrar na histeria do McCarthismo. O tema é o mesmo: censura política.
- 2001 - Uma Odisséia no Espaço (1968), de Stanley Kubrick: o "vilão" do filme, o computador HAL 9000, é uma das primeiras personificações na 7º Arte do que Isaac Asimov chamou de o "complexo de Frankenstein".
- O Planeta dos Macacos (1968), as consequências de uma guerra nuclear.

#### Anos 1970
- THX 1138 (1970), de George Lucas: a dominação da sociedade pelo uso de tecnologia.
- Laranja Mecânica (1971), de Stanley Kubrick: a explosão da criminalidade juvenil urbana, complementada por até onde um Estado policial, apoiado por uma pesquisa científica inescrupulosa, poderia ir para resolver esse problema.
- Solaris (1972), sobre um planeta que lê pensamentos dos homens e tenta recriar um modelo para eles.
- No mundo de 2020 (1973), de Richard Fleischer: a falta de alimentos pela superpopulação
- Zardoz (1974), de John Boorman.

Veículos AT-AT (maior) e AT-ST (menor) de Star Wars.

- Rollerball (1975), de Norman Jewison, que mostra um futuro distópico com o planeta dominado por grandes corporações empresariais monopolistas.
- A série Mad Max (1979-2015), se passa num futuro pós-apocalíptico, num mundo árido onde a gasolina vale ouro. O filme é inspirado tanto pelas crises de petróleo dos anos 1970 como a paisagem desértica da Austrália.
- Alien, o 8º Passageiro (1979), de Ridley Scott: o medo do grande "Outro", representado por um alienígena mortal. Há uma crítica também sobre os limites éticos do complexo militar-industrial: será que esse alienígena vale mais que a vida dos tripulantes da espaçonave Nostromo?
- Stalker (1979), de Andrei Tarkovsky.
- Contatos Imediatos do Terceiro Grau (1977), de Steven Spielberg: expectativa de encontro com seres extraterrestres.
- A hexalogia Star Wars (1977-2005), de George Lucas a saga de batalhas espaciais na busca de liberdade de uma galáxia.
- Star Trek: The Motion Picture (1979), ou Jornada nas Estrelas - o filme (br) ou O Caminho das Estrelas (pt): Baseado na série homônima para TV da década de 1960 criada por Gene Roddenberry.

#### Anos 1980
- Blade Runner - O Caçador de Andróides (1982), de Ridley Scott. O filme é um precursor da literatura Cyberpunk.
- The Thing (1982), de John Carpenter. Uma estação cientifica americana na Antártica é infiltrada por uma criatura alienígena com a capacidade de assimilar e absorver outras formas de vida.
- Dune (1984), de David Lynch.
- Brazil (1985), de Terry Gilliam.
- O Exterminador do Futuro (1984), de James Cameron. O sonho futurista de um meio-homem, meio máquina (ciborgue), frio e impiedoso vira um pesadelo.
- Back to the Future (1985), de Robert Zemeckis
- Robocop (1987), descontrole da criminalidade e corrupção.
- Akira (1988), de Katsuhiro Otomo, é considerado um clássico do estilo Distopia.
- Back to the Future II (1989).

#### Anos 1990
- Back to the Future III (1990).

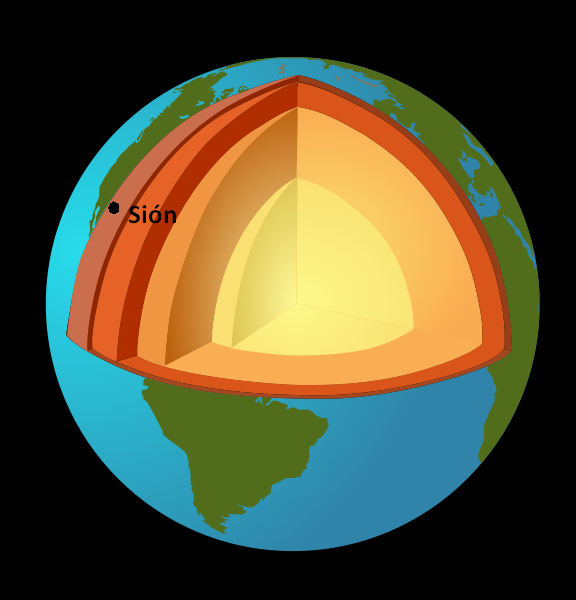
Localização de Zion de Matrix.

- Jurassic Park (1993), o descontrole da clonagem em animais.
- Johnny Mnemonic (1995), distopia.
- Os 12 Macacos (1995), de Terry Gilliam: o medo das armas de destruição em massa, um vírus letal no caso do filme, ficarem de posse de células terroristas.
- Independence Day (1996), de Roland Emmerich: A ameaça alienígena, com a destruição das maiores cidades do planeta por seres extraterrestres, que é parada quando um vírus de computador é injetado na nave mãe dos invasores.
- Ghost in the Shell (1995), é um filme de animação japonesa, dirigido por Mamoru Oshii e escrito por Masamune Shirow, autor do mangá que inspirou o filme, e Kazunori Itô.
- A Invasão (1996), de David Twohy. Conspirações alienígenas: o filme aborda um caso de conspiração alienígena em que alienígenas vivem na Terra disfarçados de humanos, com o objetivo de liberar gás na atmosfera para aquecer o planeta para não só ficar habitável para eles, mas inabitável para os seres humanos.
- Contato (1997), de Robert Zemeckis baseado no romance homônimo de Carl Sagan.
- Gattaca (1997), de Andrew Niccol. Os perigos da manipulação genética; o filme conta a história da criação de uma nova sociedade castas, dividida entre uns übermensch biologicamente perfeitos e a maioria "defeituosa" (nascidos naturalmente, mas que passaram a ser "inferiores").
- MIB - Homens de Preto (1997), de Barry Sonnenfeld.
- Armageddon (1998), o provável impacto da Terra com um asteroide.
- A trilogia Matrix (1999-2003), das irmãs Lilly e Lana Wachowski. O despertar dos personagens da ilusão de uma realidade virtual onde se encontra envolvido ao ponto de não se ter uma noção do que é real. O Cyber-psi, Neo, trava uma luta contra as máquinas visando a liberdade de escolha de volta a humanidade.

### Século XXI

#### Década de 2000

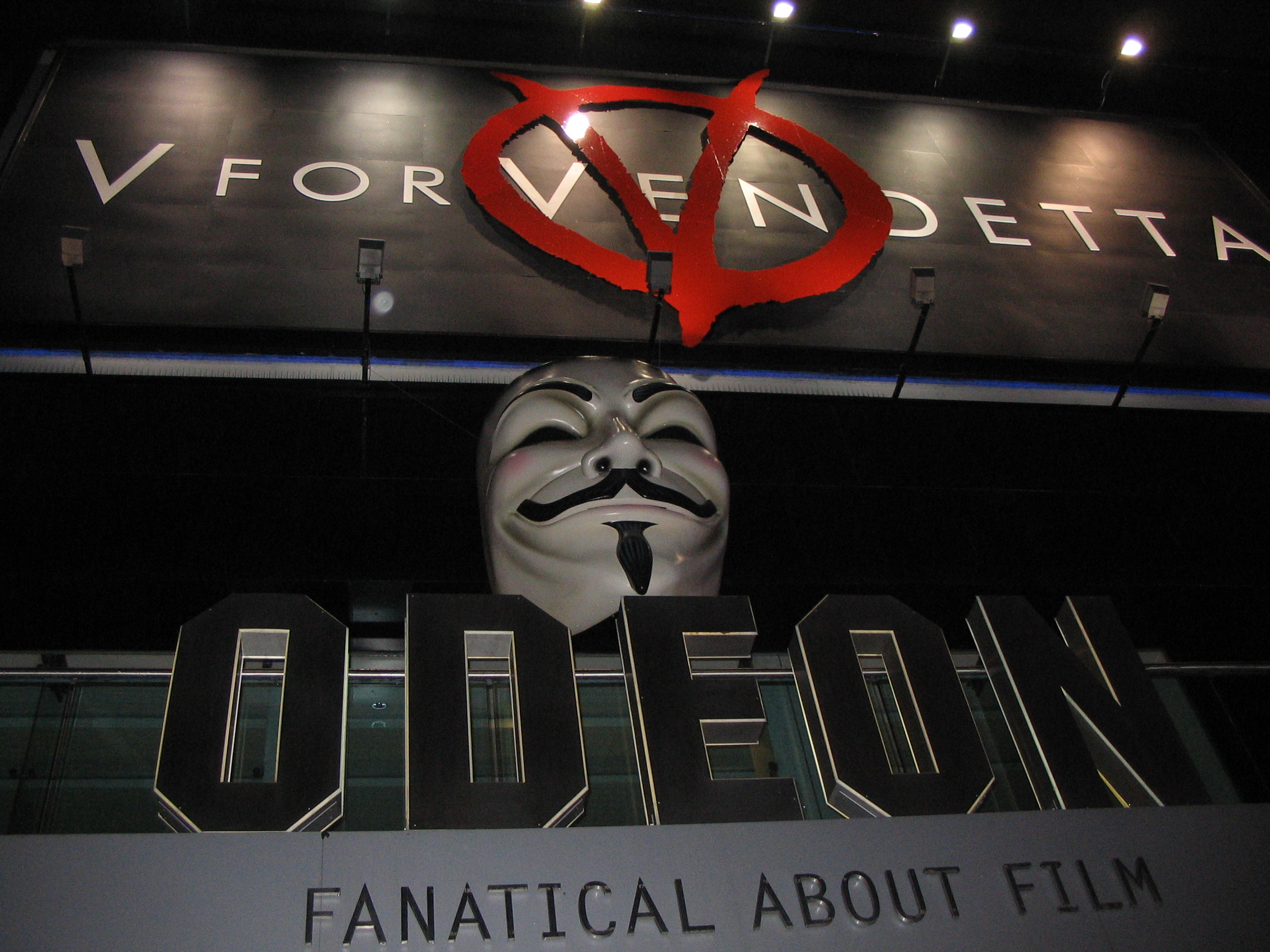
V de Vingança em exibição (Londres, março de 2006).

- O sexto dia (2000), sobre os perigos da clonagem humana.
- O Planeta Vermelho (2000), sobre o desafio da colonização de Marte.
- A.I. - Inteligência Artificial (2001), de Steven Spielberg: os avanços da informática.
- Minority Report - A Nova Lei (2002), de Steven Spielberg. O filme dá uma roupagem tecnológica ao velho embate entre determinismo e livre-arbítrio. Esse filme, assim como Blade Runner, é baseado num conto de Philip K. Dick.
- O dia depois de amanhã (2004), as consequências do aquecimento global e do Esfriamento global, causando uma Nova Era do Gelo.
- Eu, Robô (2004), baseado em conto homônimo de Isaac Asimov escrito em 1950 e parte da Série Robôs.
- Guerra dos Mundos (2005), de Steven Spielberg.
- O Homem Duplo (2006), de Richard Linklater.
- V de Vingança (2006), das Irmãs Wachowski, a mesma dupla responsável por Matrix. Baseado no graphic novel de Alan Moore, o filme conta a história de uma Inglaterra distópica.
- Transformers (2007), filme sobre invasão de robôs alienígenas, dirigido por Michael Bay e produzido por Steven Spielberg.
- Sunshine (2007), um grupo de astronautas quer salvar o sol.
- Eu Sou a Lenda (2008), com Will Smith. O filme conta o acontecimento de uma epidemia em Nova York. Refilmagem de The Omega Man.
- O Dia em que a Terra Parou (2008), refilmagem do filme de 1951.
- 2012 (2009), um filme de catástrofe dirigido por Roland Emmerich, sobre um provável apocalipse.
- Serenity (2009), é um filme de ficção científica, também classificado como western espacial ou filme épico.
- Avatar (2009), um filme épico de James Cameron sobre um conflito bélico entre habitantes primitivos místicos da lua Pandora no sistema Alpha Centauri e seres humanos dotados de alta tecnologia e racionalidade.
- Distrito 9 (2009), filme de diretor sul-africano Neill Blomkamp, sobre alienígenas que ficam presos na Terra e são confinados em campos de concentração militares que se assemelham a favelas.

#### Década de 2010

Logo da série de TV Black Mirror (2011).

- A Origem (2010), um filme sobre invasão de sonhos e a tecnologia desafiando a noção de realidade. Dirigido por Christopher Nolan.
- Divergente (2013), com Shailene Woodley, Theo James e Kate Winslet. Um filme distópico inspirado no livro best-seller do mesmo nome. Dirigido por Neil Burger.
- Lucy (2014), de Luc Besson, aborda o "mito do uso de 10% do cérebro".
- Círculo de Fogo (2013), de Guillermo del Toro. Um filme em que seres humanos lutam contra grandes alienígenas com a ajuda de robôs.
- Gravidade (2013), com Sandra Bullock. O filme conta a história de dois astronautas sobreviventes em um ônibus espacial destruído por detritos espaciais.
- Ender's Game (2013), após uma raça alienígena conhecida pelos seres humanos como Formics atacar a Terra, é formada uma Armada Internacional, com a missão de preparar uma nova geração de jovens e liderar um contra-ataque.
- Oblivion (2013), invasão alienígena que quase extermina a Humanidade.
- Expresso do Amanhã (2013), conflito de classes, ao apresentar uma sociedade que se viu obrigada a viver em um trem constantemente em movimento.
- Elysium (2013), a Humanidade é dividida em castas, sendo que os mais pobres permanecem na Terra arruinada e os mais ricos orbitam numa cidade espacial luxuosa.
- No Limite do Amanhã (2014), invasão alienígena.
- Interstellar (2014), uma equipa de astronautas viaja através de um buraco de minhoca à procura de um novo lar para a humanidade.
- Mad Max: Estrada da Fúria (2015), continuação da trilogia de (1979-1985).
- Ex Machina (2015), inteligência artificial.
- Perdido em Marte (2015), um astronauta acaba sendo deixado em Marte pelos seus colegas (que pensam que ele está morto).
- A Chegada (2016), naves alienígenas chegaram às principais cidades do mundo. Com a intenção de se comunicar com os visitantes, uma linguista e um militar são chamados para decifrar as estranhas mensagens dos visitantes.
- Blade Runner 2049 (2017), após descobrir um segredo enterrado há muito tempo, que ameaça o que resta da sociedade, um novo policial embarca na busca de Rick Deckard, que está desaparecido há 30 anos.
- Valerian and the City of a Thousand Planets (2017), de Luc Besson, baseado na série de quadrinhos Valérian et Laureline.
- Upgrade (2018), implantes tecnológicos no corpo humano.
- Jogador Nº 1 (2018), adaptação do romance homônimo de Ernest Cline. A história acompanha um garoto que se aventura em um jogo de realidade virtual.
- Aniquilação (2018), uma bióloga se junta a uma expedição secreta com outras três mulheres em uma região conhecida como Área X, um local isolado da civilização onde as leis da natureza não se aplicam. Lá, ela precisa lidar com uma misteriosa contaminação, um animal mortal e ainda procura por pistas de colegas que desaparecem, incluindo seu marido.
- Ad Astra (2019), um astronauta que parte para os confins do sistema solar para salvar a terra e em busca do seu pai.

#### Década de 2020

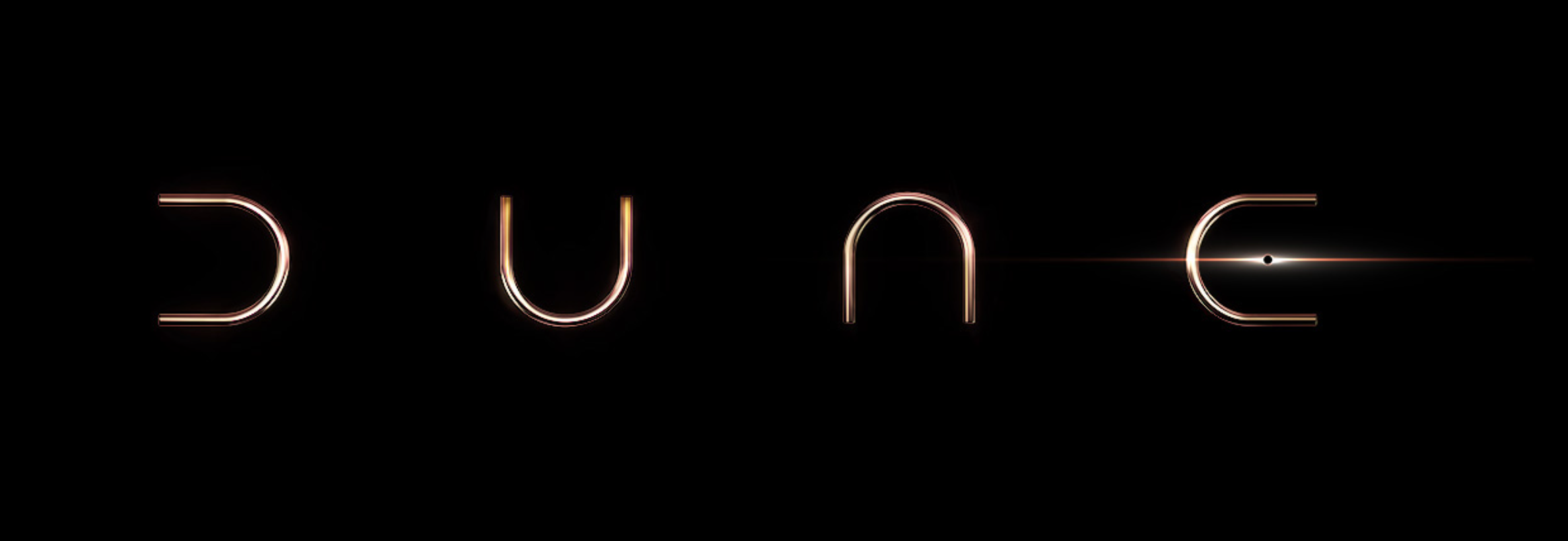
Logo de Duna.

- Duna (2021), em um futuro distante da humanidade, o duque Leto Atreides aceita a administração do perigoso planeta deserto Arrakis, a única fonte da substância mais valiosa do universo, a especiaria conhecida como "Melange", uma droga que prolonga a vida humana, fornece níveis acelerados de pensamento e permite a viagem espacial.
- Foundation (2021), série de TV criada por David S. Goyer e Josh Friedman, baseada na Série da Fundação, de Isaac Asimov.